# Friuli Isonzo Pinot spumante
Il Friuli Isonzo Pinot spumante è un vino DOC la cui produzione è consentita nella provincia di Gorizia.

## Caratteristiche organolettiche
- colore: paglierino brillante-spuma fine e vivace, perlage resistente.
- odore: gradevole, caratteristico di fruttato.
- sapore: secco o amabile, gradevole, fruttato, caratteristico.

## Produzione
Provincia, stagione, volume in ettolitri
- nessun dato disponibile